# Chuck Eidson
Charles Patrick "Chuck" Eidson Jr. (ur. 10 października 1980 w Summerville) – amerykański koszykarz, występujący na pozycjach obrońcy oraz skrzydłowego, wielokrotny mistrz oraz MVP w wielu rozmaitych ligach.
W 1999 wystąpił w meczu wschodzących gwiazd - Nike Hoop Summit.

## Osiągnięcia
Na podstawie, o ile nie zaznaczono inaczej.

### NCAA
- Zaliczony do I składu najlepszych pierwszorocznych zawodników SEC (2000)
- 2-krotny lider konferencji Southeastern w przechwytach (2000, 2002)[5]

### Drużynowe
- Mistrz:
  - Eurocupu (2009)
  - Ligi Bałtyckiej (2009)
  - Izraela (2011)
  - Hiszpanii (2012)
  - Litwy (2009)
- Wicemistrz:
  - Ligi Bałtyckiej (2008)
  - Euroligi (2011)
  - Eurocupu (2014)
  - Izraela (2010)
  - Litwy (2008)
- 3. miejsce w Eurolidze (2012)
- Zdobywca:
  - pucharu:
    - Izraela (2010, 2011)
    - ligi izraelskiej (2011)
    - Litwy (2009)
    - Rosji (2014)

  - Superpucharu Hiszpanii (2011)
- Finalista pucharu:
  - Litwy (2008)
  - ligi izraelskiej (2010)
  - Hiszpanii (2012)

### Indywidualne
- MVP:
  - Eurocup (2009)
  - Final Four Ligi Bałtyckiej (2009)
  - ligi niemieckiej (2005)
  - finałów ligi litewskiej (2009)
  - litewskiego meczu gwiazd (2009)
  - miesiąca Euroligi (listopad 2010)
  - kolejki:
    - Euroligi (9. kolejka 2009/10)
    - Eurocup (1, 11, 12 – 2006/07, TOP 16 – 3. kolejka 2008/09)
    - VTB (16 – 2012/13)
- Najlepszy ofensywny zawodnik roku BBL (2005)
- Lider:
  - w przechwytach:
    - Euroligi (2011)
    - ligi:
      - niemieckiej (2005)
      - litewskiej LKL (2008)

  - ligi francuskiej w skuteczności rzutów za 3 punkty (2007)
- Zaliczony do:
  - I składu:
    - Eurocup (2009)
    - niemieckiej ligi BBL (2005, 2006)

  - II składu Eurocup (2013)
- Uczestnik meczu gwiazd ligi:
  - niemieckiej (2005)
  - bałtyckiej (2008)
  - litewskiej (2009)